# Donald Dines Wall
Donald Dines Wall (13 de agosto de 1921 - 28 de noviembre de 2000) fue un matemático estadounidense que trabajó principalmente en teoría de números. Se doctoró con una tesis sobre los números normales en Berkeley en 1949, donde su director era Derrick Henry Lehmer. Sus trabajos más conocidos incluyen el primer análisis moderno de la sucesión de Fibonacci empleando aritmética modular.
Basándose en el trabajo de Wall, Zhi-Hong Sun y su hermano gemelo Zhi-Wei Sun demostraron un teorema sobre lo que ahora se conoce como número primo de Wall-Sun-Sun, que guio la búsqueda de contraejemplos para el último teorema de Fermat.

## Primeros años
Wall nació en Kansas City (Misuri) en 1921, hijo de Donald F. Wall y Mary Wooldridge. Durante su infancia, la familia residió en Luisiana y Texas. En 1933, se mudaron a Whittier (California), y en 1936 a Santa Bárbara (California), donde se graduó de la escuela secundaria en 1938. Se inscribió en UCLA y se unió a la fraternidad Delta Sigma Phi.
En abril de 1940 superó una operación para extirparle un tumor cerebral en el Hospital UC en San Francisco. El cirujano fue Howard C. Naffziger, quien más tarde formó parte de la junta de Regentes de la Universidad de California. Wall y Naffziger se mantuvieron en contacto durante muchos años después.

## Carrera
Se graduó de UCLA con una licenciatura en matemáticas en la primavera de 1944. Después de graduarse, comenzó a trabajar a tiempo completo en la Douglas Aircraft Company, pero continuó estudiando en la escuela de posgrado en UCLA.
En 1946 recibió una maestría en estadística matemática por UCLA. En el mismo año aprobó los primeros tres de los ocho exámenes actuariales.
En 1947, se mudó a Hartford con el fin de trabajar para la compañía de seguros Aetna, a la vez que impartió una clase vespertina de matemáticas en el Trinity College de Connecticut.
En el otoño de 1947, regresó a la escuela de posgrado en la Universidad de Harvard, donde se interesó en la teoría de números. También recibió clases den el Instituto de Tecnología de Massachusetts.
En junio de 1948 regresó a California para completar su doctorado en la Universidad de California en Berkeley, donde también impartió clases como profesor asistente.
En 1949 obtuvo su doctorado sobre números normales por la UC Berkeley.
En el otoño de 1949, se mudó con su familia a Santa Bárbara, donde comenzó a trabajar como profesor de matemáticas en la Universidad de California en Santa Bárbara. Enseñó astronomía general, así como teoría de números y otros cursos de matemáticas. Después de dos años, fue ascendido a profesor asistente.
En 1950, impartió un curso de computación científica en la Estación Aérea Naval de Point Mugu, donde se estaban desarrollando computadoras para calcular trayectorias de misiles.
A partir de su trabajo en Point Mugu, IBM lo reclutó para trabajar como Representante de Ciencias Aplicadas a partir de julio de 1951 en Los Ángeles. En 1956, se convirtió en Coordinador de Educación de IBM para la costa oeste. Viajó a universidades interesadas en el oeste de los EE. UU. para darles detalles de un programa desarrollado por la Escuela de Administración de Empresas Anderson de UCLA sobre el uso de computadoras en los negocios.
En 1958 se trasladó a White Plains (Nueva York) y continuó trabajando en IBM hasta su jubilación en 1982.

## Obras seleccionadas
- ———; Hoel, P. G. (1947), «The accuracy of the root-squaring method for solving equations», J. Math. Phys. 26 (1–4): 156-164, doi:10.1002/sapm1947261156..
- ——— (1949), Normal numbers, Berkeley: Ph.D. thesis, Univ. California..
- ——— (1956), «The order of an iteration formula», Math. Tables Aids Comput. 10: 167-168..
- ——— (1960), «Fibonacci Series Modulo m», American Mathematical Monthly 67 (6): 525-532, JSTOR 2309169, doi:10.2307/2309169.
- ——— (1961), «Moments of a Function on the Cantor Set», American Mathematical Monthly 68 (5): 460-461, JSTOR 2311100, doi:10.2307/2311100.